# Petit-Caux
Petit-Caux is een gemeente in het Franse departement Seine-Maritime (regio Normandië). De plaats maakt deel uit van het arrondissement Dieppe. Petit-Caux telde op 1 januari 2022 9.626 inwoners.
Petit-Caux is op 1 januari 2016 ontstaan als commune nouvelle door de fusie van de 18 gemeenten Assigny, Auquemesnil, Belleville-sur-Mer, Berneval-le-Grand, Biville-sur-Mer, Bracquemont, Brunville, Derchigny, Glicourt, Gouchaupre, Greny, Guilmécourt, Intraville, Penly, Saint-Martin-en-Campagne, Saint-Quentin-au-Bosc, Tocqueville-sur-Eu en Tourville-la-Chapelle.
Het gemeentehuis bevindt zich in Saint-Martin-en-Campagne.

## Economie
In Petit-Caux is de kerncentrale van Penly gevestigd.

## Geografie
De oppervlakte van Petit-Caux bedroeg op 1 januari 2022 91,11 vierkante kilometer; de bevolkingsdichtheid was toen 105,7 inwoners per km². De gemeente ligt aan Het Kanaal.

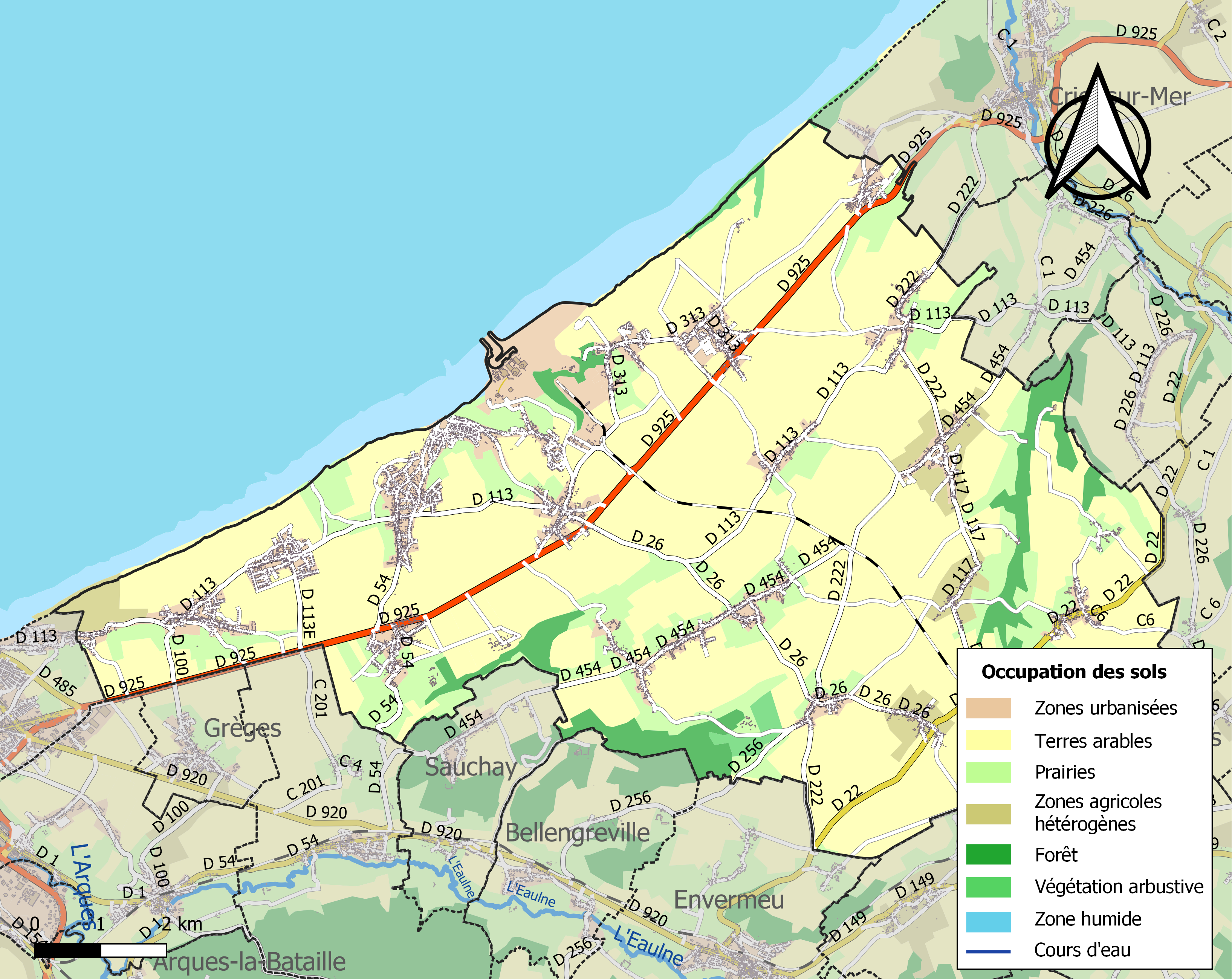
Kaart van de gemeente met de belangrijkste infrastructuur, bodemgebruik en omliggende gemeenten

Deelgemeenten: Assigny · Auquemesnil · Belleville-sur-Mer · Berneval-le-Grand · Biville-sur-Mer · Bracquemont · Brunville · Derchigny · Glicourt · Gouchaupre · Greny · Guilmécourt · Intraville · Penly · Saint-Martin-en-Campagne · Saint-Quentin-au-Bosc · Tocqueville-sur-Eu · Tourville-la-Chapelle

Overige plaatsen: Bois Ricard · Englesqueville · Graincourt · le Petit Berneval · Saint-Martin-Plage · Vassonville